# Place de la Bataille-de-Stalingrad

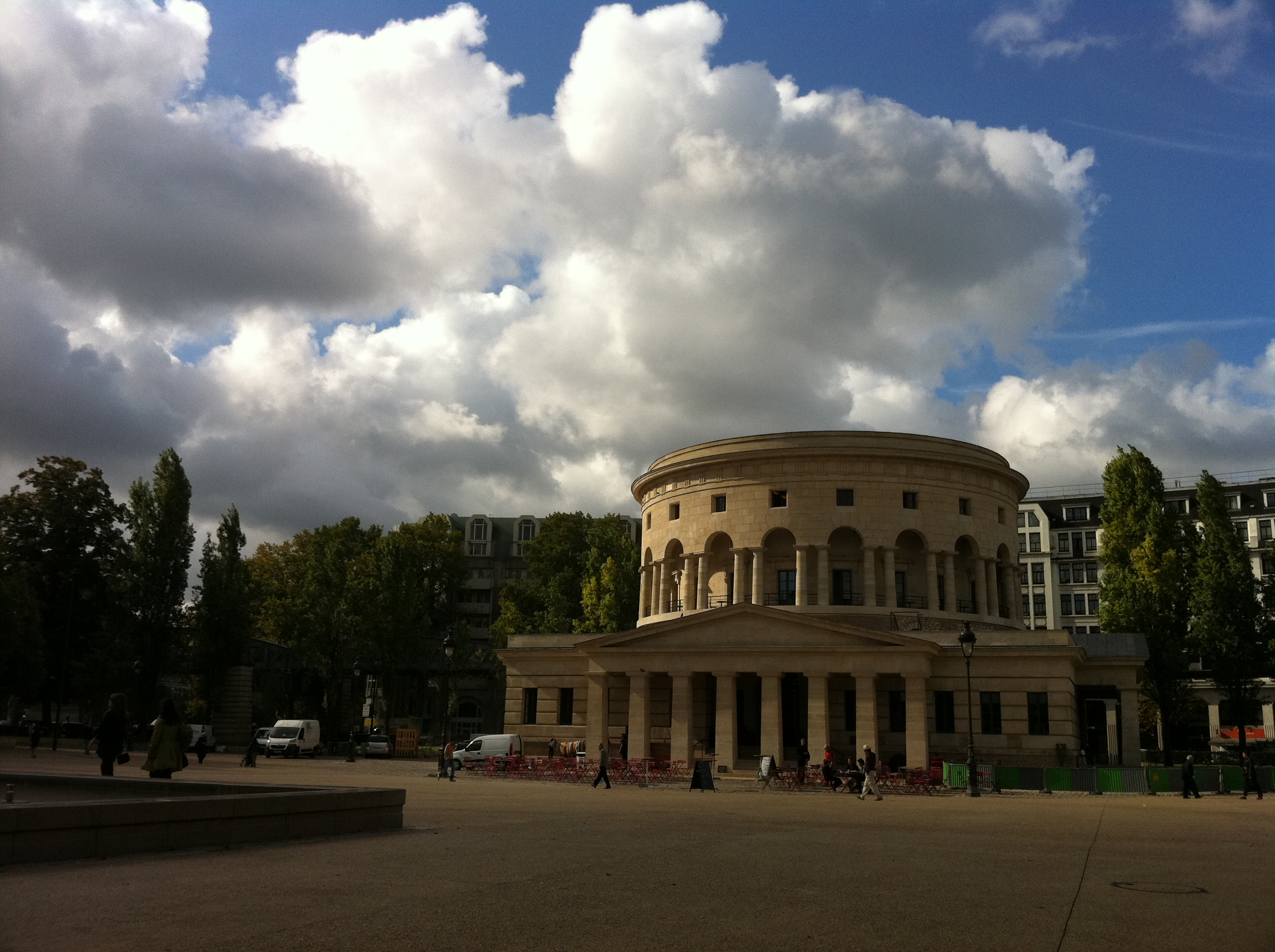
Place de la Bataille de Stalingrad

Die Place de la Bataille-de-Stalingrad ist ein Platz im 19. Arrondissement von Paris. Namensgeber ist die Schlacht von Stalingrad. Am Platz kreuzen sich der  Canal de l’Ourcq und der Canal Saint-Martin.
Ursprünglich ein Teil des Boulevard de la Villette, wurde der Platz 1945 in Place de Stalingrad umbenannt und diente als Busbahnhof. 1993 erfolgte die Umbenennung in Place de la Bataille-de-Stalingrad und 2006 im Rahmen einer generellen Umgestaltung rund um das Bassin de la Villette wurde er als Fußgängerbereich mit Restaurants und einem Brunnen neu angelegt.